# Dolbadarn Castle
Dolbadarn Castle (walisisk: Castell Dolbadarn) er en fæstning, der blev opført af den walisisk prins Llywelyn den Store i begyndelsen af 1200-tallet ved foden af Llanberis Pass i det nordlige Wales.
Borgen var både militært vigtig, fordi den kontrollerede adgangen igenne passet, og som et symbol på Llywelyns magt og autoritet. Dolbadarn Castle består af et stort keep opført i sten, som historikeren Richard Avent betragtet som "det fineste bevarede eksempel på et walisisk round tower". I 1284 blev Dolbadarn indtaget af Edvard 1., der fjernede en del af tømmeret for at opføre sin nye borg i Caernarfon. Borgen blev brugt som herregård i nogle år, inden den fik lov at forfalde.
I 1700- og 1800-tallet var det en populær destination for malere, der var interesserede i sublime og Picturesque landskaber.
I dag drives stedet som turistattraktion af Cadw. Det er en listed building af 1. grad.